# شوماتا ترنیتسا
شوماتا ترنیتسا (به صربی: Šumata Trnica) یک منطقهٔ مسکونی در صربستان است که در ترگوویشته واقع شده‌است. شوماتا ترنیتسا ۵۰ نفر جمعیت دارد.